# Муса Адад
Муса Адад (роден на 15 май 1998 г.) е френски футболист, който играе на поста полузащитник.

## Кариера
На 2 септември 2020, Адад е обявен за ново попълнение на Арда. Прави своя дебют за отбора на 21 септември 2020 г. при победата с 2 – 1 като домакин на Славия (София).